# Exposición Universal de Milán (1906)
La Exposición Universal de Milán (1906) tuvo lugar del 28 de abril al 11 de noviembre de 1906 en Milán, Italia.
El tema escogido para esta Exposición fue el "Transporte".

Giannino Castiglioni, Medalla Oficial Expo Milano 1906, Museo de Ciencia y Tecnología, Milán

## Datos
- Superficie: 250 hectáreas.
- Países participantes: 31.
- Visitantes: 10.000.000.
- Coste de la Exposición: 2.600.000 $.